# Martina Altenberger
 (août 2024).
Martina Altenberger est une skieuse alpine paralympique, de nationalité autrichienne. Elle représente l'Autriche à la compétition de ski para-alpin aux Jeux paralympiques d'hiver de 1988 à Innsbruck pendant laquelle elle a remporté trois médailles d'or.

## Carrière
Elle a participé aux Championnats du monde de ski pour handicapés de 1986.
Elle a participé aux Jeux paralympiques d'hiver d'Innsbruck 1988 dans la catégorie LW6/8. Altenberger a remporté trois médailles d'or : en slalom géant (avec un temps de 1 : 45,59, devançant l'Américaine Kathy Pitcher, qui a remporté la médaille d'argent en 2 : 00,57 et la Polonaise Eszbieta Dadok, la médaille de bronze en 2 : 06,05, slalom (temps 1 : 15,63 ; en 2e place Gunilla Ahren en 1 : 19,09 et en troisième place Eszbieta Dadok en 1 : 37,46), et descente (course terminée en 1 : 37,46). : 13,87, devant Nancy Gustafson en 1 : 14,51 et Gunilla Ahrenin 1 : 17,64 .
Elle s'est entraînée avec le club de ski de Niedernsill.